# Isaac Alonso Estraviz
Isaac Alonso Estraviz é um lexicógrafo galego, que participou como um dos observadores galegos das reuniões que levaram ao Acordo Ortográfico da Língua Portuguesa (1990). Nascido em 1935 na aldeia e freguesia de Vila Seca (concelho ourensano de Trasmiras), licenciou-se em Filologia Românica em 1977 e doutorou-se em Filologia Galega pela Universidade de Santiago de Compostela em 1999. Atualmente é professor de Didática da Língua e Literatura Galegas na Universidade de Vigo (campus de Ourense), membro da Comissão Linguística da Associação Galega da Língua (partidária do reintegracionismo ou aproximação do galego ao português) e do conselho de redação da revista Agália, ademais de vice-presidente da Academia Galega da Língua Portuguesa (AGLP).

## Outros dados
Em 1986 formou parte da delegação galega que viajou ao Rio de Janeiro para participar, com a categoria de observadora, no Encontro sobre a Unificação Ortográfica da Língua Portuguesa, cujas negociações culminaram quatro anos mais tarde na assinatura do Acordo Ortográfico de 1990.
Como lexicógrafo, é autor de várias obras sobre o léxico galego, merecendo especial destaque o Dicionário da língua galega (Ed. Sotelo Blanco, 1995), redigido originariamente na normativa do galego chamada de reintegracionismo de mínimos e anos depois adaptada para o reintegracionismo de máximos (mais próximo da ortografia portuguesa). O dicionário elaborado por Estraviz está permanentemente disponível para consulta livre na Internet, sob o nome de Dicionário Estraviz.

## Publicações
- Contos con reviravolta: arando no mencer, Castrelos, 1973
- Dicionário galego ilustrado "Nós", Nós, 1983
- Dicionário da língua galega, Alhena, 1986
- Estudos filológicos galegoportugueses, Alhena, 1987
- Dicionário da língua galega, Sotelo Blanco, 1995
- Os intelectuais galegos e Teixeira de Pascoães: epistolário, Ed. do Castro, 2000. Esta obra foi realizada em colaboração com junto com Eloísa Álvarez, da Universidade de Coimbra (Portugal).